# باركلاي (نيفادا)
باركلاي هي بلدة في مقاطعة لينكولن، نيفادا، الولايات المتحدة. كانت في الأصل مستوطنة لطائفة المورمون أواخر ستينيات القرن التاسع عشر، ولديها عدد قليل جدًا من السكان وتظهر في عديدٍ من قوائم مدن الأشباح.   تم إغلاق مكتب بريد باركلاي في عام 1910.  تشمل المواقع الرئيسية في المدينة «مقبرة المورمون القديمة» و«مكتب بريد مهجور»، ويعتبر الأخير أحد المباني القليلة المتبقية في المدينة.
تمتلك جمعية موستانج الوطنية (بالإنجليزية: National Mustang Association)‏ مزرعة في المنطقة تعمل كمنطقة لتربيَّة للخيول البرية. 